# Rånnaväg
Rånnaväg is een plaats in de gemeente Ulricehamn in het landschap Västergötland en de provincie Västra Götalands län in Zweden. De plaats heeft 336 inwoners (2010) en een oppervlakte van 49 hectare.